# Mor och dotter
Mor och dotter, är en svensk kort dramafilm från 1912 och Mauritz Stillers fjärde film men den första av hans filmer som visades offentligt. Den brukar räknas som Stillers debutfilm som regissör. 

## Handling
Raoul får syn på Elvira, han blir förtjust i henne och de inleder ett förhållande. Elviras dotter har också förälskat sig i Raoul och inleder ett förhållande med honom. Detta leder till ett svartsjukedrama som slutar med att modern skjuter Raoul. Hon döms för brottet, dottern besöker henne i fängelset och till slut försonas de båda, men inte förrän modern är döende.

## Om filmen
Filmen premiärvisades 30 september 1912 på biograf Röda Kvarn i Sveasalen Stockholm. Filmen spelades in vid Svenska Biografteaterns ateljé på Lidingö. För foto svarade Julius Jaenzon. Filmen exporterades till Tyskland under titeln Mutter und Tochter, den blev efter klipp tillåten av delstatscensuren i Berlin men i sin helhet förbjuden av delstatscensuren i München. 

## Rollista (urval)
- Anna Norrie – Elvira Sylva, varietésångerska
- Mauritz Stiller – Raoul de Saligny, greve
- Lilly Jacobsson – Elviras dotter
- Nils Elffors – Elviras betjänt
- Mabel Norrie – Okänd roll